# Rudolf Ottmer

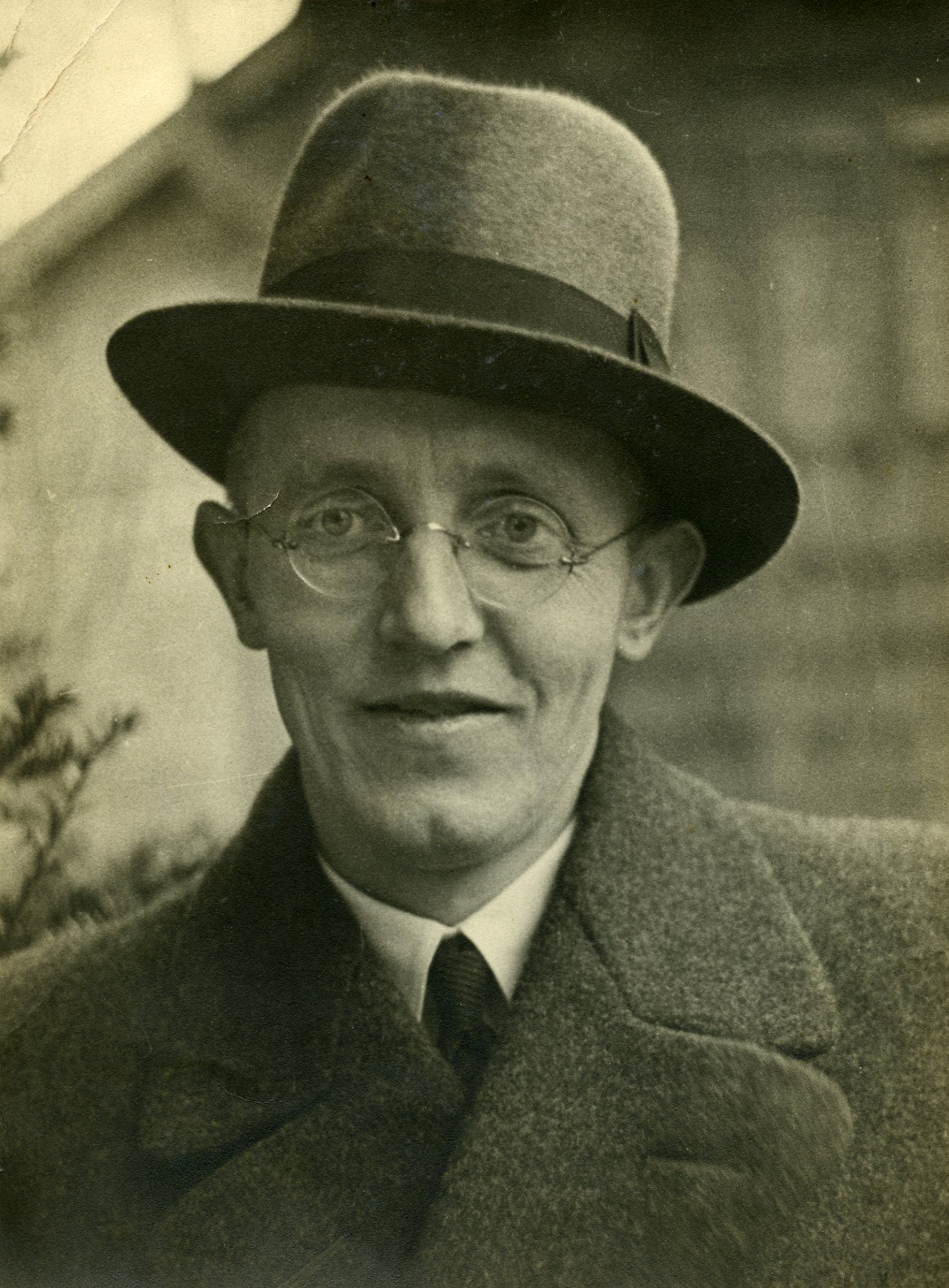
Rudolf Ottmer

E. Rudolf Ottmer (* 7. August 1902 in Wolfenbüttel; † 10. September 1974 in Recklinghausen) war ein deutscher Physiker, Kristallograph, Pädagoge und Gründungsdirektor der Landesstelle des Deutschen Vereins zur Förderung des mathematischen und naturwissenschaftlichen Unterrichts (MNU-LV Westfalen – Verband zur Förderung des MINT-Unterrichts) in Nordrhein-Westfalen.

## Leben
Ottmer, Sohn eines Rektors, machte Ende Februar 1921 an der Großen Schule in Wolfenbüttel das Abitur. Dann wohnhaft in Braunschweig, studierte er im Anschluss an der Georg-August-Universität Göttingen, unterbrochen von einem Semester 1922/23 an der Ludwig-Maximilians-Universität München, die Fächer Physik und Mathematik. Im Dezember 1927 promovierte er in Göttingen im Fach Physik mit dem Thema Zur Kenntnis der Absorptionsspektra lichtelektrisch leitender Alkalihalogenide bei Robert Wichard Pohl zum Dr. phil., 1928 erhielt er dort die Lehramtsbefähigungen für die Tätigkeit als Physik- und Mathematiklehrer am Gymnasium, die er nach der zweijährigen Referendarzeit ab 1930 dann ausübte.
Seine Dissertation erschien 1928 in der Ausgabe 46 der Zeitschrift für Physik. Er forschte im Rahmen der Absorptionsspektren von Farbzentren in Alkalihalogenid-Kristallen (wie Natriumchlorid), die im Zentrum des Interesses der Schule von Pohl in Göttingen war. Dort wurden damals Pionierarbeiten zur Halbleiterphysik erbracht. Farbzentren sind Fehlstellen im Kristall, in denen im einfachsten Fall ein Ion fehlt, das durch ein Elektron ersetzt ist (F-Zentrum), die Elektronen verhalten sich dort wie in einem Kastenpotential. Normalerweise ist die Bandlücke vom Valenz- zum Leitungsband in diesen Kristallen so hoch, dass sie nicht durch sichtbares Licht überwunden werden kann (sie sind farblos), außer bei solchen Farbzentren. Neben der F-Bande, der wichtigsten Bande, gibt es noch weitere Banden wie die M-, R-, N-Banden und entsprechende Farbzentren-Konfigurationen, bei denen mehrere Farbzentren benachbart sind (beim M-Zentrum zwei). Ottmer entdeckte die M-Bande zum Beispiel in Natriumfluorid: er maß den durch Licht angeregten Photostrom im Kristall. Der Name M-Band stammt von dem US-amerikanischen Physiker und Ingenieur Julius Paul Molnar (1916–1973), der die Bezeichnung M-Bands 1940 in seiner unveröffentlichten Dissertation am Massachusetts Institute of Technology einführte.
In der Zeit des Nationalsozialismus trat er im Oktober 1933 in die Sturmabteilung (SA) ein, die er nach zehnmonatiger Mitgliedschaft wieder verließ, um in das Nationalsozialistische Fliegerkorps (NSFK) zu wechseln. Als Reservist war er seit Oktober 1937 im Flak-Regiment 24 I Abteilung Iserlohn als Batterieführer in der Truppengattung der Flakartillerie eingesetzt. Vorgesetzte beurteilten ihn 1943 zwar als einen „gewissenhaften Offizier“, sprachen dem Naturwissenschaftler jedoch zugleich die „notwendige Härte“ ab. Am 1. März 1944 erwarb er den Dienstrang „Hauptmann der Reserve“. Rudolf Ottmer wurde u. a. als Referent in der Ausbildung eingesetzt und war nur an zwei Einsätzen im „Heimatkriegsgebiet“ beteiligt.
Als Liebhaber der Literatur, insbesondere der Lyrik, lag ihm neben seinem Promotionsfach das Schaffen gemeinsamer Lernorte von Natur- und Geisteswissenschaften besonders am Herzen. Während seiner Zeit in Recklinghausen baute er die in Bonn initiierte und dann in Recklinghausen neben dem Hittorf-Gymnasium errichtete MNU-Landesstelle NRW als Direktor maßgeblich auf. Die Wahl des Standorts Recklinghausen wurde getroffen, da dort der Gymnasialprofessor und Physiklehrer Paul Schürholz (1908–1953) wirkte, dessen Physiksammlung die Kriegsjahre unbeschadet überstand. Einhergehend mit dem Aufbau der im Vergleich zum ursprünglichen Standort Bonn wesentlich größeren MNU-Landesstelle wurde auch das anliegende Gymnasium erweitert. Bis zur Fertigstellung des ersten Bauabschnitts im Jahr 1954 war Ottmer als Direktor der Landesstelle samt seinen Mitarbeitern in den Räumen des Gymnasiums untergebracht. Der Teil des zweiten Bauabschnitts wurde äußerlich direkt dem Gymnasium angegliedert. Das unter seiner Ägide erbaute Institut wird heute vom Hittorf-Gymnasium für die MINT-Fächer genutzt.
Ottmer war ab 1928 verheiratet. Aus der Ehe mit seiner aus Münster stammenden Frau Erika, geb. Winter, gingen eine Tochter und zwei Söhne hervor.

## Schriften
- mit Rudolf Hilsch: Zur lichtelektrischen Wirkung in natürlichem blauen Steinsalz. In: Zeitschrift für Physik 39 (1926), Springer Verlag, S. 644–647.
- Zur Kenntnis der Absorptionsspektra lichtelektrisch leitender Alkalihalogenide. [Diss. Univ. Göttingen] in: Zeitschrift für Physik 46 (1928), Springer Verlag, S. 798–813.
- Hans Geitel. Lehrer – Forscher – Mensch. In: Elster und Geitel. Gedenkschrift zum hundertsten Geburtstag Geitels am 16. Juli 1955. Mitteilungen der Altherrenschaft der Großen Schule zu Wolfenbüttel 12 (1955), Wolfenbüttel.
- Elster, Julius. In: Neue Deutsche Biographie (NDB). Band 4, Duncker & Humblot, Berlin 1959, ISBN 3-428-00185-0, S. 468 f. (Digitalisat).